# Eosentomon scytha
Eosentomon scytha är en urinsektsart som beskrevs av Julia Shrubovych och Andrzej Szeptycki 2008. Eosentomon scytha ingår i släktet Eosentomon och familjen trakétrevfotingar. Inga underarter finns listade i Catalogue of Life.